# 리자오싱
리자오싱(李肇星, 이조성, 1940년 10월 20일 ~ ）은 중화인민공화국의 정치인이자 외교관이다. 제9대 외교부장, 제16기 중국공산당 중앙위원을 거쳐 현재 제11기 전국인민대표대회 상무위원과 전국인민대표대회외사위원회 주임위원을 맡고 있다.

## 생애와 경력
산둥성 칭다오에서 태어나 1964년 베이징 대학을 졸업한 뒤 중국 외교학회 직원으로 근무하였다.
베이징외국어대학 대학원에 다녔지만, 1968년 문화대혁명으로 산시성 (산서성), 장쑤성 등으로 하방됐다.
1999년 외교부 보조 부장이 되기 전 아프리카에서 외교관으로 일하였고, 1993년 유엔 주재 대사, 1995년 외교부 부부장, 1998년 미국 주재 중화인민공화국 대사를 지냈다.
2003년 1월 부부장으로서 외교부에 복귀했다. 2003년 3월 17일 제10기 전국인민대표대회 제1차 회의에서 원자바오 내각이 성립, 리자오싱은 외교부장(장관)에 임명되었다.
그는 현재 베이징 대학의 교수이다.

## 외부사이트
- Li Zhaoxing 보관됨 2006-08-26 - 웨이백 머신（영어）
- （중국어）

| 전임 탕자쉬안 | 제9대 중화인민공화국 외교부장 2003년~2007년 | 후임 양제츠 |